# Rudolf Schröder (Wirtschaftswissenschaftler)
Rudolf Schröder (* 1965) ist ein deutscher Ökonom und Wirtschaftsdidaktiker.

## Biografie
Schröder absolvierte von 1983 bis 1985 seine berufliche Erstausbildung zum Landwirt. Von 1985 bis 1986 besuchte er die Fachoberschule für Technik in Paderborn, ehe er von 1986 bis 1987 seinen Wehrdienst leistete. Anschließend studierte er von 1987 bis 1994 Wirtschaftswissenschaften an der Universität Paderborn. Von 1994 bis 2005 war er dort als Wissenschaftlicher Angestellter und Wissenschaftlicher Assistent in der Lehr- und Forschungseinheit Wirtschaftspädagogik bei Franz-Josef Kaiser tätig. 1998 promovierte er ebenfalls in Paderborn zu Möglichkeiten und Grenzen der curricularen Einbindung hypermedialer Lernsoftware in den Wirtschaftslehreunterricht im Rahmen offener, komplexer Mehrmediensysteme, 2006 folgte die Habilitation an der Carl von Ossietzky Universität Oldenburg mit einer Arbeit über E-Learning und Telearbeit zur beruflichen Qualifikation von schwerstkörperbehinderten Menschen. Seit 2008 ist er dort Professor für Ökonomische Bildung mit dem Schwerpunkt Berufsorientierung.

## Schwerpunkte
Zu Schröders Schwerpunkten zählen unter anderem die Studien- und Berufsorientierung insbesondere vor dem Hintergrund der Fächer Ökonomische Bildung und Politik-Wirtschaft. Er ist Herausgeber zahlreicher Lehr- und Lernmaterialien.

## Publikationen (Auswahl)

### Monographien
- Rudolf Schröder: E-Learning und Telearbeit in der beruflichen Rehabilitation. Ausbildung von schwerstkörperbehinderten Menschen im Virtuellen Berufsbildungswerk. BIS-Verlag, Oldenburg 2007, ISBN 978-3-8142-2045-1 (604 S.).

- Rudolf Schröder: Multimediales und hypermediales Lernen im Wirtschaftslehreunterricht. Möglichkeiten und Grenzen der curricularen Einbindung hypermedialer Lernsoftware in den Wirtschaftslehreunterricht im Rahmen offener, komplexer Mehrmediensysteme. Klinkhardt, Heilbrunn 1998, ISBN 3-7815-0942-7 (212 S.).

### Herausgaben
- Rudolf Schröder (Hrsg.): Berufliche Orientierung in der Schule. Gegenstand der ökonomischen Bildung. Springer VS, Wiesbaden 2019, ISBN 978-3-658-24196-4 (268 S.).
- Anne Eickelkamp, Tina Fletemeyer, Rebecca Lembke, Okke Schneemann, Rudolf Schröder, Julia von Walcke-Schuldt (Hrsg.): Praxis Berufs- und Studienorientierung. Arbeitsheft. Sekundarstufe II. Westermann, Braunschweig 2018, ISBN 978-3-14-116070-3 (309 S.).
- Christian Ritter, Rudolf Schröder (Hrsg.): Praxis Medien. Arbeitsheft. Westermann, Braunschweig 2012, ISBN 978-3-14-116194-6 (72 S.).

### Beiträge in Sammelbänden
- Rudolf Schröder, Rebecca Lembke und Tina Fletemeyer: Konzeptionelle Gestaltung der Berufs- und Studienorientierung in gymnasialen Schulformen. Eine qualitative Studie zur unterrichtlichen und außerunterrichtlichen Realisierung. In: Eveline Wittmann, Dietmar Frommberger und Birgit Ziegler (Hrsg.): Jahrbuch der berufs- und wirtschaftspädagogischen Forschung 2018. Budrich, Opladen, Berlin und Toronto 2018, ISBN 978-3-8474-2223-5, S. 179–194.
- Rudolf Schröder, Rebecca Lembke: Die Berufsorientierung als schulische Gesamtaufgabe. Anforderungen an das fachdidaktische Wissen der Lehrkräfte. In: Bernhard Seelhorst und Birgit Taubert (Hrsg.): Didaktik und Methodik der Fächer. Aktuelle Entwicklungen. Schneider, Baltmannsweiler 2017, S. 104–115.

### Artikel in Fachzeitschriften
- Rudolf Schröder: Kooperationen als Herausforderungen der schulischen Berufsorientierung. In: Pädagogische Führung – Zeitschrift für Schulleitung und Schulberatung. Band 2, 2018, ISSN 0939-0413, S. 48–51.
- Rudolf Schröder: Inklusion in der schulischen Berufsorientierung. Synergien und Herausforderungen. In: Zeitschrift für Heilpädagogik. Band 3, 2018, ISSN 0513-9066, S. 108–120.